# Туркия, Муртаз
Муртаз Туркия (груз. მურთაზ თურქია) — советский и грузинский самбист, призёр Всесоюзных юношеских игр 1988 года, победитель первенства СССР среди юниоров 1990 года. В том же году стал чемпионом мира среди юниоров. Чемпион (1991), серебряный (1992) и бронзовый (1993) призёр чемпионатов Европы, бронзовый призёр чемпионата мира по самбо 1991 года. Победитель Кубка мира 1996 года. По самбо выступал в лёгкой весовой категории (до 62 кг).